# 溝咋神社
溝咋神社（みぞくいじんじゃ）は、大阪府茨木市にある神社。式内社で、旧社格は府社。単立。2018年（平成30年）の大阪北部地震被災により、境内社の覆屋は建て替えられ近代的なものとなった。隣接する故宮司宅は撤去され、社務所も建て替えられた。1、2日には授与品の授与がなされ、氏子の努力により祭事も維持されている。

## 概要
祭神
現在の祭神は以下の6柱。
主祭神
- 玉櫛媛命 （たまくしひめのみこと） - 五十鈴媛命の母
- 媛蹈鞴五十鈴媛命 （ひめたたらいすずひめのみこと） - 神武天皇皇后

相殿神
- 溝咋耳命 （みぞくいみみのみこと） - 五十鈴媛命の祖父
- 天日方奇日方命 （あめのひかたくしひかたのみこと） - 五十鈴媛命の兄
- 速素盞鳴尊（すさのおのみこと） - 五十鈴媛命の祖
- 天児屋根命 （あめのこやねのみこと） - 藤原氏祖

## 歴史

### 創建
創建は不詳。社伝では、第10代崇神天皇の頃に創建されたとしている。当社は祭神節にあるように三島溝咋耳一族を祀っており、『古事記』『日本書紀』の諸伝承との関係が指摘される。
『古事記』神武天皇段では、大物主神が三嶋湟咋の娘である勢夜陀多良比売（玉櫛媛）を見染め、丹塗矢に化して比売の陰部を突く。そして比売は驚いたが、その矢を床に置いたところたちまち壮夫となり、比売との間に富登多多良伊須須岐比売命（媛蹈鞴五十鈴媛命）が生まれたという。
『日本書紀』神代巻では、媛蹈鞴五十鈴媛命が大三輪神の子と記すとともに、事代主神が八尋熊鰐となって三島溝樴姫（玉櫛媛）のもとに通い、生まれた媛蹈鞴五十鈴媛命が神武天皇の后になったと記す。『日本書紀』神武天皇即位前庚申年8月16日条にも同様の記載があり、ここでは玉櫛媛は三島溝橛耳（溝咋耳命）の娘と記されている。
これらの文献を踏まえた上で、さらに当社の境内社には大物主神でなく事代主神が祀られていることから、事代主神を奉祀する地祇系の鴨氏と三島勢力との交流を指摘する説がある。周辺には三島鴨神社・鴨神社といった神社や、鴨村・鴨林といった地名が残り、天神系か地祇系の鴨氏の勢力がうかがわれ、後世になってこの交流が記紀神話に再構成され、出雲系の神が上記の様に強調されたと考える説がある。
溝は「水」を象徴し、耳は「長」を表すとする説から、安威川水系の用水に関わる氏族と考える説がある。

### 概史
社伝によれば、当地には平城天皇皇子・阿保親王の位田があったという。そして天長年間（824年-834年）の旱魃の際、親王は奏請して鏡を賜り、雨乞いを行なったところ大雨が降ったという。現在も残る神宝の「暁の御鏡」（二神二獣鏡）がその時の鏡だと伝わる。
延長5年（927年）編纂の『延喜式神名帳』には「摂津国島下郡 溝咋神社 鍬靫」の記載があり、式内社に列している。
古くは、東北約500メートルの位置（茨木市学園町）に「上の宮」があって媛蹈鞴五十鈴媛命が祀られており、現在の境内は「下の宮」として玉櫛媛命が祀られていたという。分かれた時期は明らかでないが、室町時代の嘉吉元年（1441年）の古文書には上宮・下宮の地名が見える。下宮が元々の式内社と考えられているが、以後明治42年の合祀まで2宮で祭祀が行なわれていた。志賀剛氏は『式内社の研究』で、上代は上社の溝咋耳命に仕えたのが下社の祭神玉櫛姫であったのが、五十鈴姫が神武天皇の皇后となったので母神の方が有力となり、下社が式内社に昇格したとしている。
社殿は文明9年（1477年）に領主・溝咋兵庫介質信が再建し、文禄年間（1592年-1596年）には長谷川式部少輔之が再建した。現在の社殿は寛保2年（1742年）米屋右衛門・米屋喜兵衛が造営したものである。維新まで、境内には神宮寺として密教山不動院名蓮寺（真言宗高野山派）があった。
1872年（明治5年）、近代社格制度において村社に列し、1907年（明治40年）神饌幣帛料供進社に指定された。1909年（明治42年）、安威川の東、馬場字宮田にあった溝咋上宮神社に祭られていた3座（媛蹈鞴五十鈴媛命・溝咋耳命・天日方奇日方命）を合祀した。また、同年に二階堂字星見の天満神社（菅原道真）、1910年（明治43年）には大字目垣の荒神社（軻遇突知神・中津彦神・中津比賣神）を境内に移転した。
1941年（昭和16年）に府社に昇格した。

## 境内

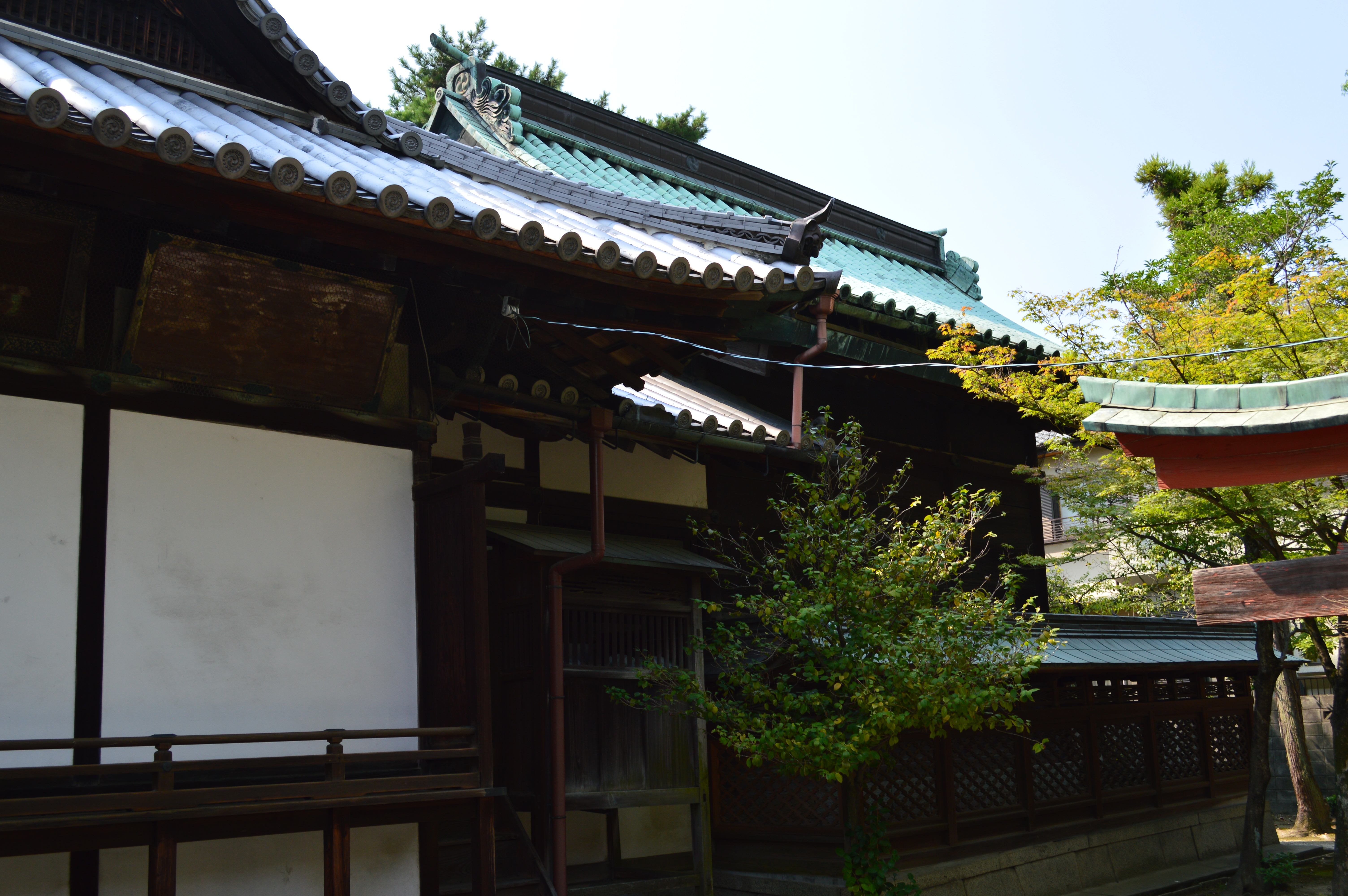
本殿
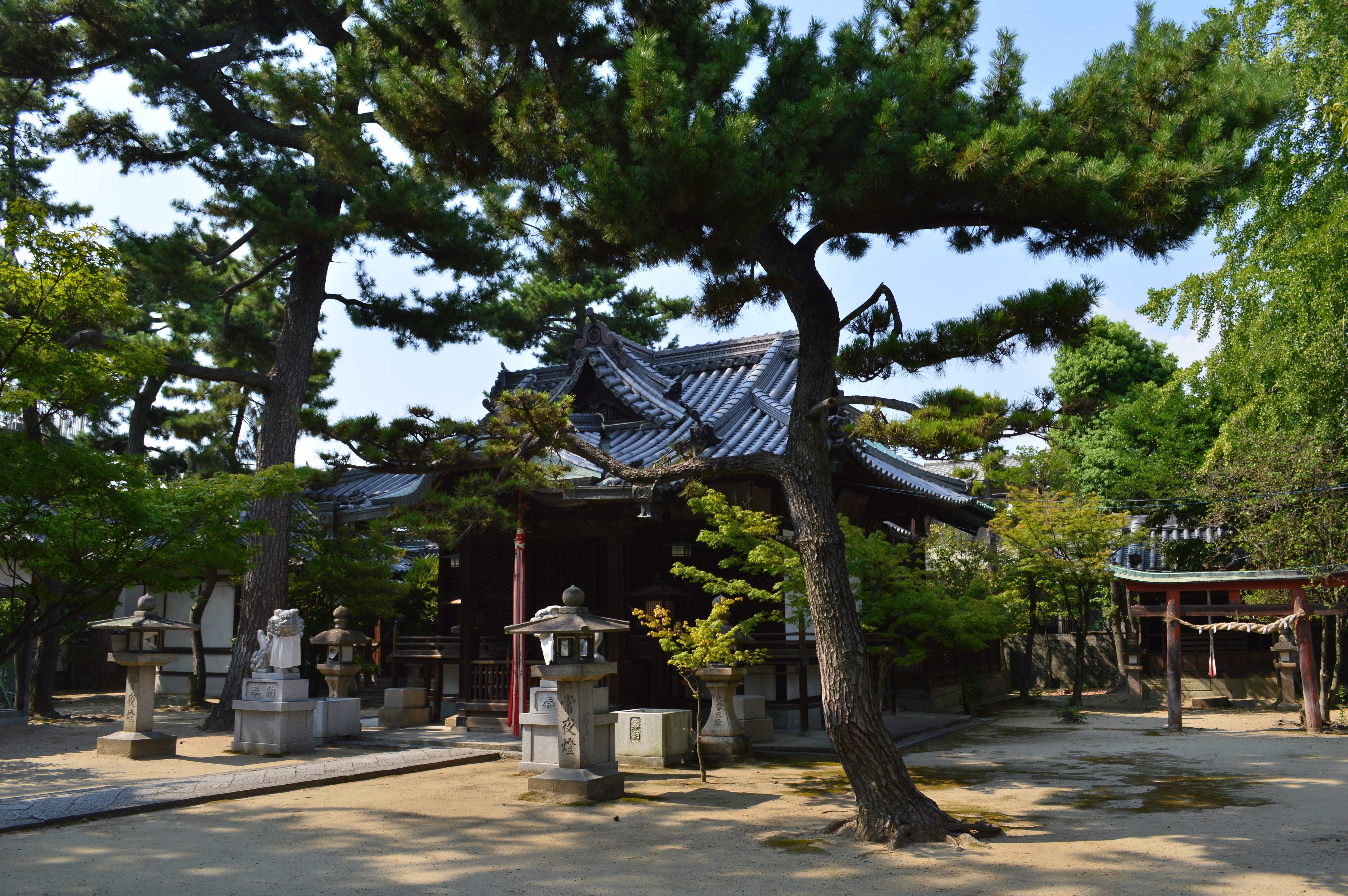
境内
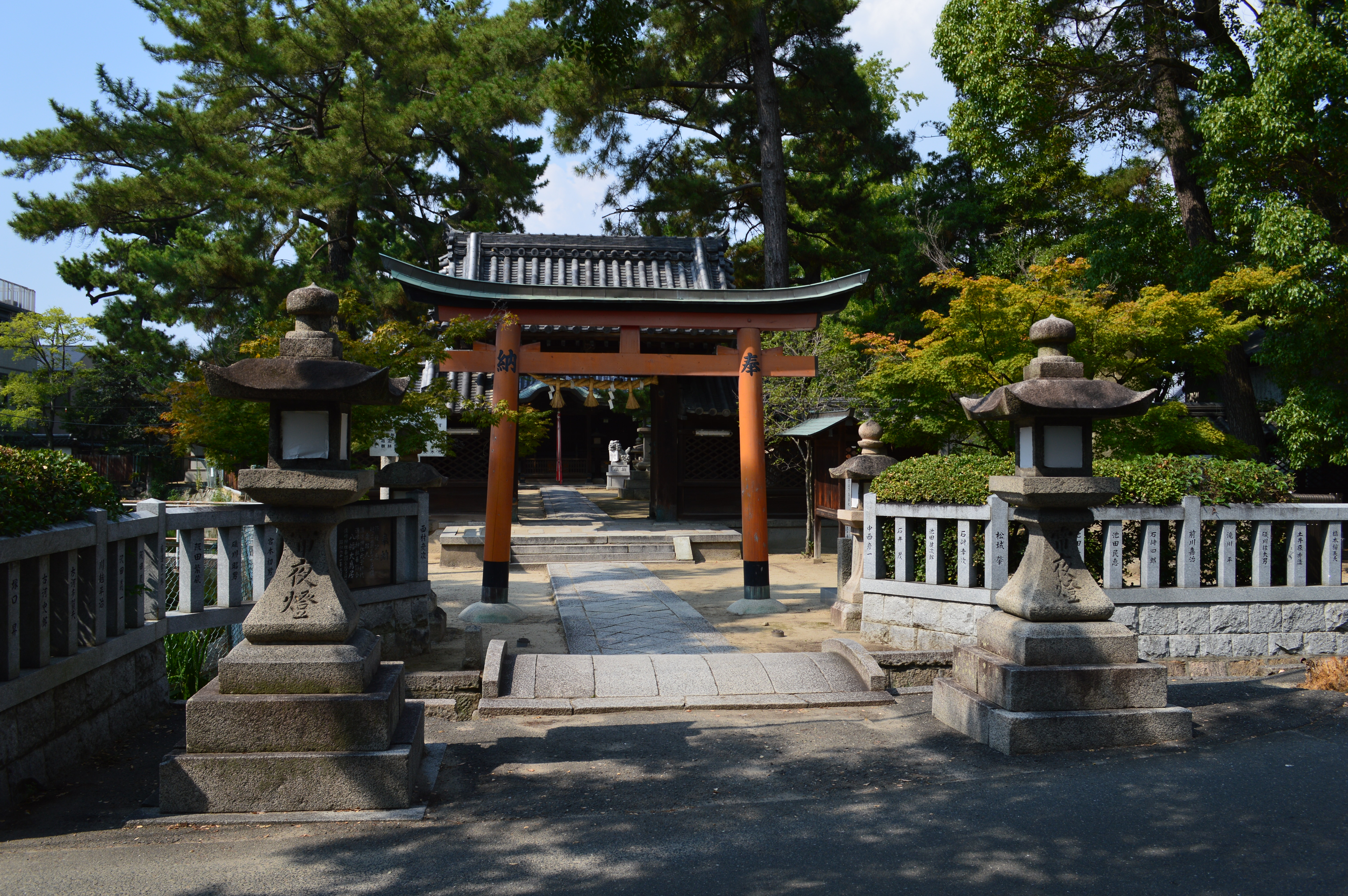
境内入り口

## 摂末社

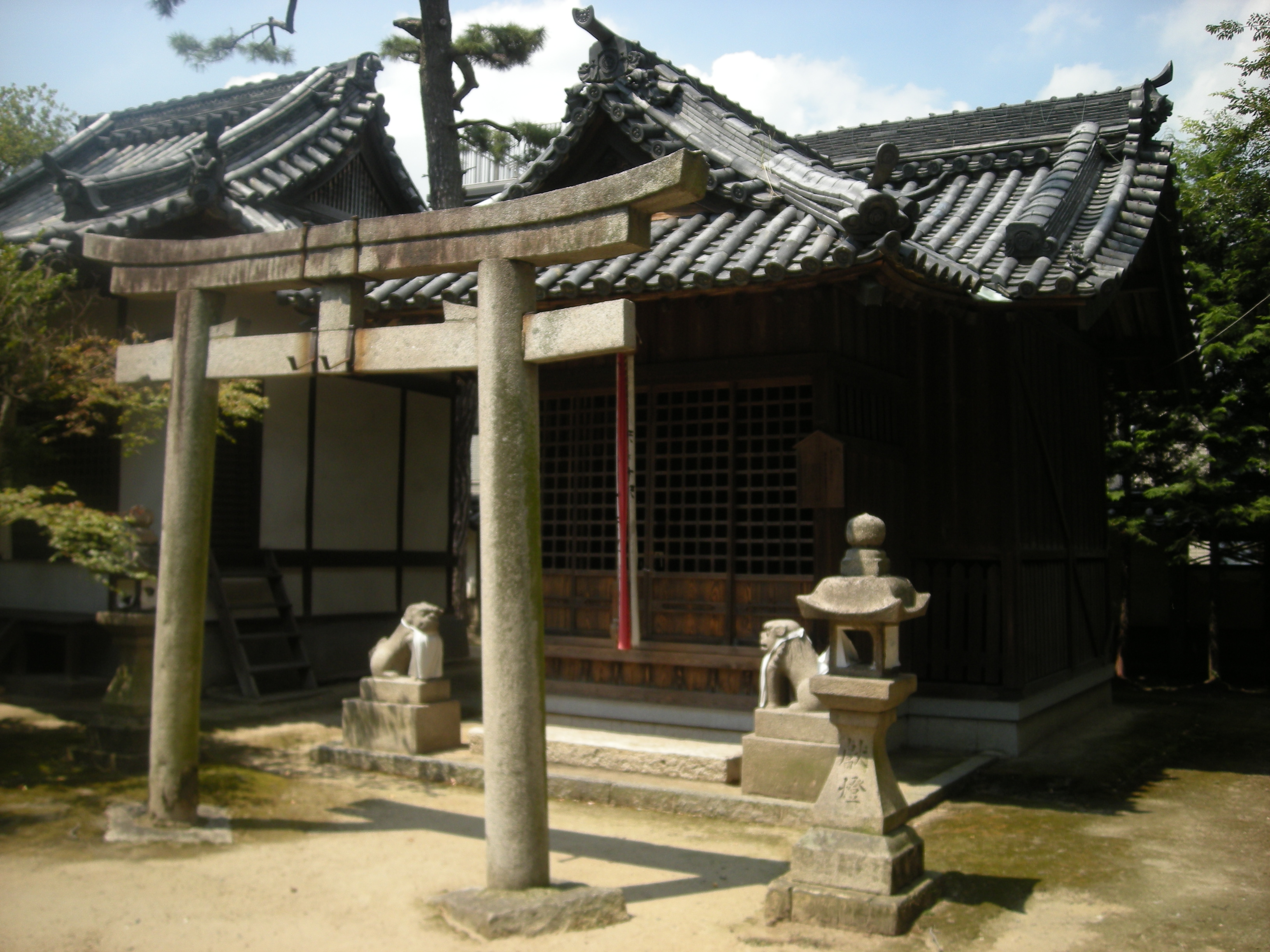
事代主神社

### 摂社
- 事代主神社
  - 祭神：事代主命、軻遇突知神、奥津彦神、奥津比賣神、弥都波能売神、波邇夜須毘古神、波邇夜須毘売神

事代主命は玉櫛媛命の夫神である。明治時代に目垣村の祭神が合祀された。

### 末社
- 天照皇大神社 - 祭神：天照皇大神、猿田彦神、応神天皇
- 保食神社 - 祭神：保食神
- 手力雄神社 - 祭神：手力雄神
- 木花開耶姫命社 - 祭神：木花開耶姫神、級長戸辺神、市杵嶋姫命、菅原道真

1909年（明治42年）4月23日大字二階堂星見の天満神社を市杵島神社に合祀された。

## 祭事
- 月次祭 （毎月1日）
- 元旦祭 （1月1日）
- とんど祭 （1月15日）
- 節分祭 （2月3日）
- 稲荷祭 （4月第2日曜）
- 祖霊祭（了専祭） （4月13日→11日）かつては能が奉納された。[5]
- 荒神祭 （4月第3日曜）
- 春季例祭 （5月5日）
- 秋季大祭 （10月14日）
- 七五三 （11月15日）
- 鎮火祭 （12月10日）
- 大祓祭 （12月31日）

古くは、『日本書紀』神代上にある事代主神が三島溝樴姫に通ったという故事に基づき、事代主神を祀る三島鴨神社と同日に神幸を行なっていたという。

## 社宝
- 暁の御鏡

社伝に記載される、阿保親王による雨乞いの際の鏡。中国の漢の時代に作られたもので、青銅製二神二獣鏡である。

## 出土土器
1939年（昭和14年）、安威川改修工事にあたり、元溝咋神社上宮隣接地より土師器、須恵器等が多数出土し、溝咋神社に保管された記録が残されている。
なお、上宮跡とその周辺は「溝咋遺跡」にあたり、1997年（平成9年）に行われた公益財団法人大阪府文化財センター（旧・大阪府文化財調査研究センター）による発掘調査では、古墳時代の小区画水田や奈良・平安時代の遺物、また中世後半代の溝咋上宮跡と見られる方形区画の遺構が検出されている。

## 関係地

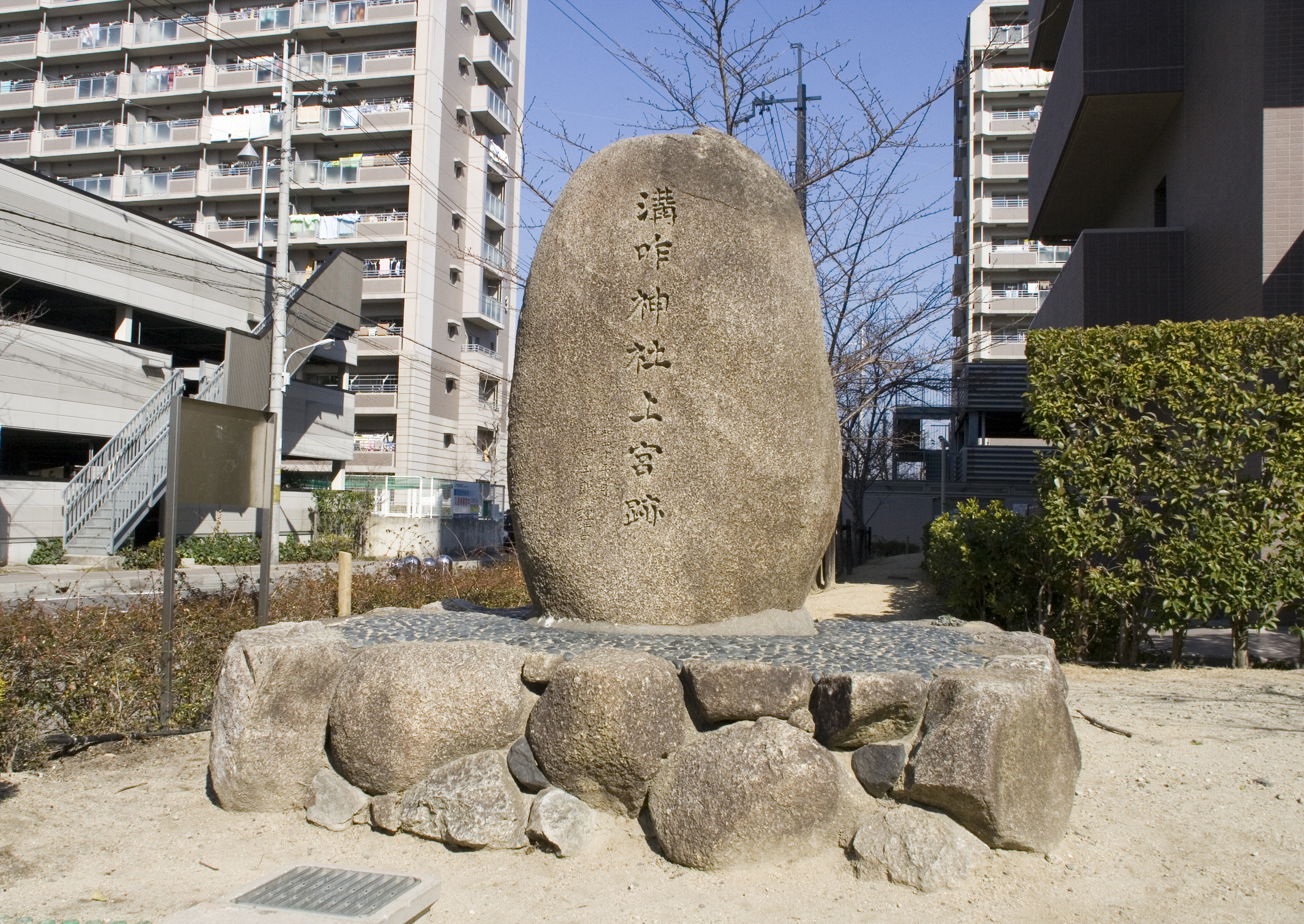
溝咋神社上宮跡碑

- 溝咋神社上宮跡 （茨木市学園町、北緯34度49分02.64秒 東経135度35分25.28秒）

上の宮の跡地で、石碑が立っている。1965年（昭和40年）4月、浪商学園が跡地に運動場を建設した際に建立された。
- 三島鴨神社

安威川対岸に位置する高槻市内の神社で溝咋神社境内の石灯籠に三島鴨神社の神紋が確認できる。元禄10年（1697年）三島鴨神社から溝咋神社への神輿渡御が始まり、明治期まで続いたと伝わる。

## 現地情報
所在地
- 大阪府茨木市五十鈴町9-21

交通アクセス
- 茨木駅（JR西日本）東口または茨木市駅（阪急電鉄）南口から、近鉄バス（系統84 桑田・平田循環）で「桑田町」バス停下車 （下車後東に徒歩約4分）